# The Ratazanas
Os The Ratazanas são uma banda de música portuguesa formada no ano de 2006 em Oeiras.

## Biografia
Depois de primeiros ensaios em 2005 entre integrantes do grupo Contratempos, o grupo formou-se em 2006 em Oeiras. Seguindo um estilo de música inspirado no Ska, Dub, e principalmente no Skinhead reggae, o grupo tem desde então obtido a atenção do meio internacional do gênero.
Gravaram dois álbuns pela editora discográfica alemã Grover Records, um dos mais conceituado selos no meio da música jamaicana internacional.
Além de digressões em nome próprio, o grupo também têm acompanhado várias vezes artistas de nome reconhecido em viagens internacionais, tal como Susan Cadogan ou Roy Ellis, o vocalista original dos Symarip.

## Integrantes
- André Nóvoa - bateria
- André "Rosicky" Rosinha - baixo
- André "Petrov" Campos - guitarra
- Luís Carmona - órgão
- Eduardo Militão - vocais
- João Morais - piano & saxofone

## Discografia
- 2009: Ouh La La (LP/CD GRO-106, Grover Records/Alemanha)
- 2010: Sex, Drugs & Reggae / Sewer Stomp (single 7", edição limitada a 300 exemplares numerados, Zerowork Records/Portugal)
- 2011: Lick It Back (CD GRO-113, Grover Records/Alemanha)
- 2011: The Enlightenment / Bone Splitter (single 7", Music With Soul Records/Holanda)